# Standing Pine, Mississippi
Standing Pine là một thành phố thuộc quận Leake, tiểu bang Mississippi, Hoa Kỳ. Năm 2010, dân số của thành phố này là 504 người.

## Dân số
- Dân số năm 2000: 509 người.
- Dân số năm 2010: 504 người.